# Mećava (1977.)
Mećava je hrvatski dugometražni film iz 1977. godine.

## Glumačka postava
- Slobodan Perović kao Jole
- Milka Podrug-Kokotović kao Manda
- Zvonko Lepetić kao Toma
- Mate Ergović kao Marko
- Fabijan Šovagović kao žandar
- Vera Zima kao Maša
- Vinko Kraljević kao Perelja
- Marija Aleksić kao Anka
- Kruno Valentić kao Lukeša
- Ivo Gregurević kao Ivan
- Zdenka Trach kao babica
- Marija Sekelez
- Biserka Alibegović
- Danko Ljuština